# 白云路邮政综合楼
白云路邮政综合楼是位于中国广东省广州市越秀区白云街道白云路的一座烂尾楼。

## 基本信息
- 开发商：深圳市海维实业集团[1]
- 各楼层用途[1]：
  - 1-3层、4层的部分空间：派出所和邮政所
  - 4-9层：商业用途
  - 10层：架空层、上人屋面
  - 11-29层：一般住宅[註 1]

## 历史
- 2001年6月1日，白云路邮政综合楼正式开工[1]。
- 2005年，因广州越邮房地产开发有限公司的房地产开发企业资质年检不符合要求，该公司被市建委注销了房地产开发资质，刚刚建起的白云邮政综合楼也随之搁置[1]。
- 2013年，广州市建委开展的新一轮“烂尾楼”处置工作时，白云路邮政综合楼被归类为“已提出盘活处理意见，需细化方案”的一类，禁止居住、经营、停车与仓储[1]。
- 2020年9月7日，深圳市海维实业发展有限公司[註 2]以底价49460万元拿下白云路邮政综合楼，折合楼面价31926元/平方米（扣除回迁房面积）[1]。
- 2022年8月6日，广州市规划和自然资源局发布了白云路邮政综合楼的批前公示，将该综合楼变成一座29层高的住宅[1]。
- 2023年8月，羊城晚报报道，白云路邮政综合楼预计于当年9月左右以“海越·云瀚府”为名字入市，价格10万元/平方米。[2]

## 邻近车站
- 广州地铁6号线：团一大广场站[1]